# Любишин (гмина)
Любишин (пол. Lubiszyn) — сельская гмина (волость) в Польше, входит как административная единица в Гожувский повет, Любушское воеводство. Население — 6726 человек (на 2004 год).

## Сельские округа
1. Бачина
2. Бжезьно
3. Бушув
4. Лонкомин
5. Хлопины
6. Ястшембец
7. Гаево
8. Дзиково
9. Козин
10. Любишин
11. Любно
12. Марвице
13. Мыстки
14. Смолины
15. Подлесе
16. Став
17. Зацише
18. Сцехув
19. Сцехувек
20. Тарнув
21. Высока

## Соседние гмины
1. Гмина Богданец
2. Гмина Дембно
3. Гожув-Велькопольски
4. Гмина Клодава
5. Гмина Мыслибуж
6. Гмина Новогрудек-Поморски
7. Гмина Витница